# Долгоруков, Сергей Петрович
Князь Сергей Петрович Долгоруков (2 ноября 1696 — 5 мая 1761) — дипломат, действительный статский советник из рода Долгоруковых.

## Биография
Внук боярина М. Ю. Долгорукова. Старший сын комнатного стольника Петра Михайловича Долгорукова (ок. 1663—1708) и жены его Анны Ивановны, урождённой Бутурлиной (1671— ?). С начала 1717 года по указу императора Петра I состоял в посольстве в Голландии при князе Б. И. Куракине, где оставался до 1727 года. Вернувшись в Россию, был уволен от службы.
По мнению современников, князь Долгоруков мог быть причастен к смерти императора Петра II. Не обращая внимания, что его дети болели оспой, князь продолжал являться ко двору в Лефортовский дворец, что привело к болезни императора. По вступлении на престол императрицы Анны Иоанновны, когда семейство Долгоруковых подверглось опале, Сергей Петрович, не игравший никакой заметной роли в их деле, был выслан с женой и детьми в деревню. Но уже в ноябре 1732 года, был пожалован в полковники и назначен советником в Петербурге в государственной Юстиц-коллегии.
С ноября 1740 года состоял членом Коммерц-коллегии в звании статского советника. В августе 1746 года привлекался по делу об исповедовании его женой и детьми римско-католической веры. Сам факт перехода князя Долгорукова в католичество доказан не был, но по решению Святейший Синода он был обвинён в «несмотрении о жене своей и детях в содержании их в законе и страхе Божьем». Для церковного покаяния вместе с сыном Николаем был сослан в Саввино-Сторожевский монастырь на один год.
Несмотря на этот громкий процесс, он не потерял доверие императрицы Елизаветы Петровны. 13 мая 1754 года её указом был пожалован в действительные статские советники, но из-за болезни не мог исполнять своих служебных обязанностей. В феврале 1755 года императрица распорядилась, чтобы Долгоруков не покидал столицы и оставался в ней до особого указа. В июле 1755 года он был назначен чрезвычайным послом в Турцию, в состав посольства были прикомандированы и три его сына.
В феврале 1761 года пожалован орденом св. Анны.
Скончался в мае 1761 года в Петербурге и похоронен на Лазаревском кладбище Александро-Невской лавры. По словам князя П. В. Долгорукова, на своих должностях Сергей Петрович отличался «совершенной неподкупностью», хотя был разорен. Деревень не имел и дворовых людей у него было тридцать семь человек. Причиной бедности Долгоруковых были друзья княгини, иезуиты и аббаты, а также, по словам, дипломата Шетарди, «дурное поведение самого князя» (вероятно мотовство или страсть к игре).

## Семья

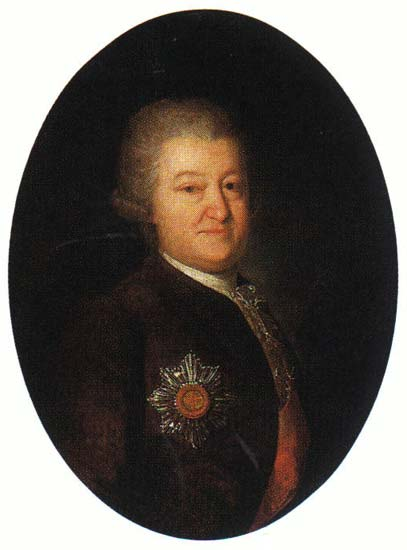
Владимир Сергеевич на портрете Ф. С. Рокотова

С 28 апреля 1717 года был женат на княжне Ирине Петровне Голицыной (1700—1751), дочери сенатора князя Петра Алексеевича Голицына. Она известна тем, что будучи с мужем в Голландии вместе с детьми тайно приняла католичество и привезла с собою в Россию аббата Жюбе, хлопотавшего о соединения церквей восточной и западной. Несколько раз
привлекалась к следствию и была принуждена публично отречься от католичества. Скончалась в Москве и похоронена на кладбище Богоявленского монастыря. В браке имела детей:
- Николай Сергеевич (1718—1781), подполковник, его сын генерал-лейтенант С. Н. Долгоруков[7].
- Анна Сергеевна (1719—1778), камер-фрейлина Екатерины II, первая начальница Смольного института[7].
- Мария Сергеевна (старшая) (1719—1786).
- Пётр Сергеевич (1721—1773), генерал-майор, женат на внучке гетмана Д. П. Апостола по имени Софья; их сын Пётр[8][7].
- Александр Сергеевич[7] (1721—1762), служил секретарём посольства в Испании.
- Екатерина Сергеевна (1722—1781)[7]
- Владимир Сергеевич (1723—1803), русский посланник при Фридрихе Великом.
- Мария Сергеевна (младшая) (? — 1763), жена генерал-майора Александра Александровича (старшего) Прозоровского[7]
- Анастасия Сергеевна (1731—1787), вторая жена Павла Николаевича Щербатова (1722—1781)[7].